# Sagramatura
La sagramatura è una tecnica di stesura di intonaco su muratura a mattoni faccia a vista. La miscela dell'intonaco è composta da calce aerea naturale, cocciopesto e pigmenti e viene stesa a cazzuola, a spatola o a pennello in modo da lasciare vedere la tessitura muraria sottostante.
La tecnica è tipica della tradizione emiliana e bolognese nell'architettura tardo medioevale e rinascimentale ed è stata poi esportata in altre regioni d'Italia come tecnica di finitura e come strato di protezione e di sacrificio delle murature in mattoni.
Una tecnica alternativa, diffusa specialmente a Roma nel XVI e XVII secolo, spesso definita con il medesimo termine di sagramatura, prevedeva di lisciare il paramento laterizio umido con un mattone e l'aggiunta di fior di calce e polvere di mattone, ottenendo una superficie liscia coperta da una patina protettiva.